# Amatori Wasken Lodi 2016-2017
Questa voce raccoglie le informazioni riguardanti l'Amatori Wasken Lodi nelle competizioni ufficiali della stagione 2016-2017.

## Maglie e sponsor
Lo sponsor tecnico per la stagione 2016-2017 fu Joma, mentre lo sponsor ufficiale fu Banca Popolare di Lodi.
| 1ª divisa | 2ª divisa |

## Organigramma societario
L'organigramma della società per la stagione 2016-2017 fu il seguente.
- Presidente: Roberto Citterio
- Vicepresidente: Gianni Blanchetti
- Direttore generale: Federico Mazzola
- Direttore sportivo: Stefano Capuzzi, poi Roberto Colciago
- Segretario: Giuseppe Colombo
- Addetto stampa: Massimo Stella

## Organico

### Giocatori
La rosa della squadra per la stagione 2016-2017 era composta dai seguenti atleti.
| N° | Naz.                 | Ruolo | Sportivo          |  |  |  |
| -- | -------------------- | ----- | ----------------- |  |  |  |
| 2  | Italia (bandiera)    | E     | Orlando Coppola   |  |  |  |
| 3  | Italia (bandiera)    | E     | Erik Bergamaschi  |  |  |  |
| 5  | Italia (bandiera)    | E     | Federico Ambrosio |  |  |  |
| 7  | Italia (bandiera)    | E     | Giulio Cocco      |  |  |  |
| 9  | Italia (bandiera)    | E     | Domenico Illuzzi  |  |  |  |
| 10 | Italia (bandiera)    | P     | Riccardo Porchera |  |  |  |
| 14 | Italia (bandiera)    | E     | Alessandro Verona |  |  |  |
| 29 | Italia (bandiera)    | E     | Enrico Pochettino |  |  |  |
| 54 | Spagna (bandiera)    | P     | Adrià Català      |  |  |  |
| 57 | Argentina (bandiera) | E     | Franco Platero    |  |  |  |
| 77 | Italia (bandiera)    | E     | Giacomo Maremmani |  |  |  |
| 85 | Italia (bandiera)    | P     | Mattia Verona     |  |  |  |

### Staff tecnico
- Allenatore:  Nuno Resende
- Allenatore in seconda:  Luca Giaroni
- Meccanico:  Luigi Vigotti